# Гупало Василь Павлович
Василь Павлович Гупало (нар. 1922, тепер Золочівський район Львівської області — ?) — український радянський діяч, директор радгоспу «Глинянський» Золочівського району, директор радгоспу «Винниківський» Пустомитівського району Львівської області. Герой Соціалістичної Праці (23.06.1966).

## Біографія
Народився в селянській родині.
Член ВКП(б) з 1950 року.
З 1955 по 1959 рік — голова колгоспу «Перемога» Глинянського району Львівської області.
У 1959—1966 роках — директор радгоспу «Глинянський» смт. Глиняни Золочівського району Львівської області.
22 березня 1966 року отримав звання Героя Соціалістичної Праці з врученням ордена Леніна і золотої медалі «Серп і молот» за «успіхи, досягнуті в збільшенні виробництва і заготівель зернових та кормових культур».
З 1966 року — директор радгоспу «Винниківський» села Чишки Пустомитівського району Львівської області.
Потім — на пенсії.

## Нагороди
- Герой Соціалістичної Праці (23.06.1966)
- два ордени Леніна (26.02.1958, 23.06.1966)
- орден Жовтневої Революції
- медалі